# 1980 (szám)
Az 1980 (római számmal: MCMLXXX) az 1979 és 1981 között található természetes szám.

## A matematikában
A tízes számrendszerbeli 1980-as a kettes számrendszerben 11110111100, a nyolcas számrendszerben 3674, a tizenhatos számrendszerben 7BC alakban írható fel.
Az 1980 páros szám, összetett szám. Kanonikus alakja 22 · 32 · 51 · 111, normálalakban az 1,98 · 103 szorzattal írható fel. Harminchat osztója van a természetes számok halmazán, ezek növekvő sorrendben: 1, 2, 3, 4, 5, 6, 9, 10, 11, 12, 15, 18, 20, 22, 30, 33, 36, 44, 45, 55, 60, 66, 90, 99, 110, 132, 165, 180, 198, 220, 330, 396, 495, 660, 990 és 1980.
Téglalapszám (1980 = 44 · 45).
Erősen bővelkedő szám: osztóinak összege nagyobb, mint bármely nála kisebb pozitív egész szám osztóinak összege.
Az 1980 egyetlen szám valódiosztóösszeg-függvényeként áll elő, mely nagyobb 10 000-nél.